# Sky España
Sky España fue una plataforma de televisión por suscripción y de vídeo bajo demanda accesible únicamente a través de Internet ofrecido por Sky UK, filial de Sky, propiedad de Comcast, lanzada el 11 de septiembre de 2017.
Yoigo, fue el operador de fijo, Internet y móvil con el que Sky España mantuvo un acuerdo exclusivo. Este acuerdo, permitía que los clientes de Yoigo que hubieran contratado Agile TV, pudieran acceder al servicio de Sky España por 6 € al mes.
El servicio dejó de estar disponible el 1 de septiembre de 2020.

## Historia
El 11 de septiembre de 2017, se puso en marcha la web oficial de Sky España mostrando todo su contenido. Esta acción otorgaba a los no clientes de la compañía la disposición de la plataforma en dispositivos móviles, tabletas y ordenadores. Desde esa fecha, se daba la opción de registrarse en la página web del servicio. 
Sky España es un servicio ofrecido por Sky UK, una filial de Sky, compañía propiedad de Comcast. Esta compañía, además de operar en España, ofrece sus servicios de suscripción fija bajo demanda en países como Reino Unido, Irlanda, Italia, Alemania y Austria.
El 23 de julio de 2020, Sky España anunció que el 1 de septiembre de 2020 su plataforma dejaría de estar operativa, desapareciendo parte de su contenido el 10 de agosto.
Las principales causas que influyeron de forma negativa en la aceptación de Sky por parte de las audiencias españolas, tuvieron que ver con fue la pérdida de los derechos sobre las emisiones deportivas, la falta de contenido original y la disociación de la marca en las coproducciones. Además, la plataforma carecía de servicios de accesibilidad —audiodescripción y subtítulos adaptados— y presentaba una experiencia de usuario deficiente y una navegación poco intuitiva.

## Funcionamiento
El servicio, funcionaba bajo suscripción previa desde la página web de Sky España. Una vez el usuario se había suscrito, disfrutaba de un mes gratis de todo el catálogo del servicio. Si el usuario no quedaba satisfecho con el servicio podía anular su suscripción un día antes de que terminase el mes gratis sin cobro alguno. Finalizado el mes gratuito, se pasaba al cobro mensual por una cuota fija de 6,99 €.
Sky España llegó a contra con 16 canales de pago de otros grupos audiovisuales, las series del momento y cientos de películas bajo demanda. No obstante, cada cierto tiempo, añadía más canales, series y películas a su catálogo para intentar atraer a más suscriptores. Además, emitió en exclusiva la serie Gomorra.
Por cada usuario registrado, se permitía la conexión de hasta tres dispositivos diferentes, independientemente de la plataforma utilizada. No era posible añadir más, sino que se debía eliminar uno de los tres dispositivos para cambiar de dispositivo.

## Producción
Sky España contó con varias series como Patrick Melrose, Chernobyl, El Milagro, El descubrimiento de las brujas, Save Me o Gomorra, entre otras. Los casos de Chenóbil y Catalina la Grande fueron coproducciones entre HBO y Sky en Reino Unido.

## Compatibilidad de dispositivos
Los siguientes dispositivos eran compatibles con Sky España y su hardware de visionado streaming:
- Sky TV Box: por 25 €, se podía adquirir este dispositivo en la web oficial de Sky, que conectaba la televisión (independientemente de sus características) con el router WiFi para ofrecer todo el contenido de la plataforma.
- Smart TV: televisores de Samsung desde 2015 en adelante y LG desde 2014 en adelante.
- Agile TV Box: televisión de Yoigo.
- Google Chromecast: en dispositivos Android, iOS y Web.
- Móviles y tabletas Android: versión de software 4.2.2 (Jelly Bean) y posteriores.
- iPhone y iPad: con sistema operativo iOS 9 y posteriores.
- Apple TV: compatible con la última versión de tvOS en Apple TV 4 y Apple TV 4K.
- Videoconsola: disponible en PS4 y Xbox One
- Web: se podía acceder a Sky España a través de su página web www.sky.es.